# Шмидт, Отто Юльевич
О́тто Ю́льевич Шмидт (полное имя — Отто-Фридрих-Юлиус; 18 [30] сентября 1891, Могилёв — 7 сентября 1956, Москва) — советский математик, географ, геофизик, астроном, организатор книгоиздания и реформы системы образования. Исследователь Памира (1928) и Севера.
Профессор (1924), академик АН СССР (01.06.1935, член-корреспондент с 01.02.1933) и АН УССР (27.05.1934). Герой Советского Союза (1937).

## Биография
Предки по отцовской линии из немцев-колонистов, перебравшихся в Лифляндию (Латвию) во второй половине XVIII века, а по материнской — латыши по фамилии Эргле.
Интересно, что в семье Отто Юльевича Шмидта говорили на трёх языках: русском, латышском и немецком. Сам он позднее заявлял, что относит себя к русской культуре.
В детстве работал в лавке письменных принадлежностей. Учился в классической Могилёвской мужской гимназии. Деньги на обучение одарённого мальчика в гимназии нашлись у его латышского дедушки Фрициса Эргле.
Окончил Киевскую 2-ю гимназию с золотой медалью (1909) и физико-математический факультет Киевского университета (1913). После окончания университета был оставлен для подготовки к профессорскому званию и под руководством профессора Д. А. Граве начал свои исследования в теории групп. С 1916 года — приват-доцент Киевского университета.
С октября 1917 года — начальник управления по продуктообмену Наркомата продовольствия, в 1918—1920 годы — член коллегии Наркомпрода. В 1918 году вступил в РСДРП (интернационалистов), в 1918—1919 годы — член ЦК. В 1919 году вместе со всей партией был принят в РКП(б), при этом в его партийный стаж зачли время пребывания в партии интернационалистов.
В 1921—1924 годы был заведующим Государственным издательством, занимался организацией реформы системы образования, был одним из основателей и главным редактором Большой советской энциклопедии (1924—1942).
В 1928 году О. Ю. Шмидт принимал участие в первой советско-германской памирской экспедиции, организованной АН СССР. Целью экспедиции было изучение и восхождение на наиболее высокие вершины Западного Памира.
В 1929 году основал кафедру высшей алгебры физико-математического факультета МГУ (с 1933 года — механико-математический факультет МГУ), которой заведовал по 1949 год.
С 1932 по 1950 годы был главным редактором журнала «Математический сборник».
В 1930—1934 годы руководил знаменитыми арктическими экспедициями на ледокольных пароходах «Седов», «Сибиряков» и «Челюскин». В 1930—1932 годы — директор Всесоюзного арктического института, в 1932—1938 годы — начальник Главного управления Северного морского пути (ГУСМП).
С 28 февраля 1939 года по 24 марта 1942 года был вице-президентом АН СССР. После начала Великой Отечественной войны 19 июля 1941 года был направлен в Казань для подготовки эвакуации туда учреждений АН СССР. Находясь в эвакуации в Казани, Шмидт вступил в конфликт с президентом АН СССР В. Комаровым. Комаров пожаловался Сталину, после чего Шмидта освободили от должности вице-президента АН СССР и из многих должностей ему оставили только одну — директора Института теоретической геофизики.

## Вклад в науку
Разрабатывал космогоническую гипотезу образования тел Солнечной системы в результате конденсации околосолнечного газово-пылевого облака.
Монография «Абстрактная теория групп» (1916, 2 изд. 1933) оказала значительное
влияние на развитие этой теории. Основным достижением в этой области является теорема об изоморфизме прямых разложений бесконечных операторных групп с конечным главным рядом (1928). Шмидт является основателем московской алгебраической школы, руководителем которой он был в течение многих лет. Она выросла из семинара по теории групп, организованного им в 1930 и превратившегося в центр деятельности советских алгебраистов в этой области.
Внёс вклад в изучение северных полярных территорий. В 1932 был начальником экспедиции на пароходе ледокольного типа «Сибиряков», совершившей первое в истории плавание по Северному морскому пути за одну навигацию. Инициатор и идейный вдохновитель создания «Большой советской энциклопедии», являлся главным редактором по поручению правительства Советского Союза. Был инициатором создания академического института геофизики.

## Галерея
- Студент Киевского университета (1912).
- О. Ю. Шмидт — начальник Главсевморпути (1936).
- Отто Шмидт, 1938 год
- Могила О. Ю. Шмидта на Новодевичьем кладбище.

## Семья
Отто Шмидт был дважды женат:
Жена (1913—1937) — Вера Фёдоровна Шмидт (Яницкая), сестра библиотечного деятеля, книговеда, библиографа, историка, географа, статистика, доктора географических наук, профессора Николая Фёдоровича Яницкого.
- Сын — Владимир Оттович Шмидт (2 марта 1920 — 25 декабря 2008), кандидат технических наук, профессор МГИУ.
  - Внучка — Вера Владимировна Шмидт (3 февраля 1944 — 7 ноября 2014) — педиатр (муж — Алексей Левинсон, кандидат искусствоведения (род. 03.05.1944))[13].
    - Правнук — Максим Алексеевич Левинсон (род. 1 октября 1968). 1999 — окончил Московский государственный индустриальный университет по кафедре автомобилей и двигателей.
    - Правнук — Кирилл Алексеевич Левинсон (род. 22 мая 1971), кандидат исторических наук. 1993 — окончил Московский государственный университет им. М. В. Ломоносова по специальности «История». Старший научный сотрудник Института всеобщей истории РАН. 2011 — ведущий научный сотрудник Института гуманитарных историко-теоретических исследований имени А. В. Полетаева (ИГИТИ), доцент Кафедры социальной истории Факультета истории НИУ ВШЭ.

  - Внук — Фёдор Владимирович Шмидт (род. 3 октября 1946) — врач-проктолог, в браке с Мариам Иосифовной (род. 21 октября 1950)[14].
    - Правнучка — Татьяна Фёдоровна Шмидт (род. 16 апреля 1987).

Жена (1938—1956) — Ирина Владимировна Шмидт (Кочмержевская) (1902—1978), картограф. Общих детей в этом браке у супругов не было.
Многолетние внебрачные отношения связывали О. Ю. Шмидта еще с двумя женщинами:
Маргарита Эммануиловна Голосовкер (19 апреля 1889 — 8 ноября 1955), музеевед и литературовед, заведующая сектором художественной иллюстрации Института мировой литературы АН СССР (1935—1949), автор монографии «М. Ю. Лермонтов: жизнь и творчество» (М.: Искусство, 1941); сестра философа и переводчика Я. Э. Голосовкера.
- Сын — Сигурд Оттович Шмидт (15 апреля 1922 — 22 мая 2013) — советский и российский историк, академик РАО.

Александра Александровна Горская (1906—1995), участница экспедиции на пароходе «Челюскин» (в списках значится как уборщица), награждена орденом Красной Звезды.
- Сын — Александр Оттович Шмидт[15] (15 сентября 1934 — 11 июня 2010).

## Награды
- Герой Советского Союза (27.06.1937) — за руководство организацией дрейфующей станции «Северный полюс-1»
- 3 ордена Ленина (27.11.1932; 27.06.1937; 19.09.1953)
- 2 ордена Трудового Красного Знамени (25.02.1937; 10.06.1945)
- орден Красной Звезды (20.04.1934)
- медали

## Память
- Дом "Полярник" имени О.Ю. Шмидта
- 14 декабря 1956 года Постановлением Президиума Академии наук СССР № 681 Институту физики Земли Академии наук СССР присвоено имя О. Ю. Шмидта. 26 октября 2011 года открыт и установлен в холле института бронзовый бюст (скульптор А. Д. Казачок).
- Научно-исследовательский ледокол проекта 97Н носил имя «Отто Шмидт» (период эксплуатации: с 1979 по 1991 год).
- До 1938 г. имя Шмидта носил ледокол. В 1938 г. Шмидт был снят с должности начальника Севморпути, после чего ледокол был переименован в «Анастас Микоян».
- Подлёдная равнина Шмидта в Антарктиде.
- Мыс Отто Шмидта на побережье Чукотки (в 1778 году Джеймсом Куком было присвоено название мыс Нордкап, в 1934 году переименован в честь О. Ю. Шмидта)[16].
- Мыс Шмидта — посёлок городского типа в Иультинском районе Чукотского автономного округа.
- Памятник в посёлке Мыс Шмидта.
- Памятник на набережной г. Архангельск, Аллея покорителей Арктики рядом с Северным морским музеем.
- Остров Шмидта в архипелаге Северная Земля.
- В 1973—2008 годах в Чукотском автономном округе существовал Шмидтовский район.
- С 1971 года АН СССР, а с 1991-го Российской академией наук вручается Премия имени О. Ю. Шмидта за выдающиеся научные работы в области исследования и освоения Арктики.
- Проспект в Могилёве.
- улицы во многих городах СНГ.
- Имя О. Ю. Шмидта носит проспект в посёлке Николина Гора (Московская область), где он прожил на даче многие годы.
- В Мурманской гимназии № 4 именем Отто Юльевича Шмидта назван школьный музей освоения Арктики.
- Именем О. Ю. Шмидта назван астероид (2108) Отто Шмидт[17].
- Именем О. Ю. Шмидта назван поселок, который в настоящее время входит в состав городского округа Новокуйбышевск Самарской области.
- Имена — Оюшминальд(а): «Отто Юльевич Шмидт на льдине», Лагшмина́льд(а): «лагерь Шмидта на льдине», Лагшмива́р(а), Лашмива́р(а): «Лагерь Шмидта в Арктике»[18][19].
- Сказание Марфы Семёновны Крюковой «Поколен-борода и ясные соколы».

- Бюст О. Ю. Шмидта в Государственном Северном морском музее в Архангельске
- Почтовая марка СССР, 
 1935 год
- Почтовая марка СССР, 
 1966 год
- Почтовая марка Беларуси, 
 2001 год